# Carey Mulligan
Carey Hannah Mulligan (Westminster, London, 1985. május 28. –) BAFTA-díjas angol színésznő. 
A Büszkeség és balítélet című 2005-ös filmfeldolgozásában debütált, majd az elkövetkező években kisebb szerepeket kapott. Szinte ismeretlenül válogatták be az Egy lányról (2009) című filmbe, amellyel Oscar és Golden Globe-jelöléseken túl egy BAFTA-díjat nyert.

## Élete és pályafutása
1985. május 28-án született London Westminster negyedében, Nano (születési nevén Booth) és Stephen Mulligan gyermekeként. Édesapja szállodaigazgató, ír származású, és eredetileg Liverpoolból származik. Édesanyja egyetemi oktató, aki a walesi Llandeilóból származik.
Amikor Mulligan hároméves volt, apja munkája miatt a család Németországba utazott.

## Filmográfia

### Film
| Év   | Magyar cím                      | Eredeti cím                            | Szerep                    | Magyar hang        |
| ---- | ------------------------------- | -------------------------------------- | ------------------------- | ------------------ |
| 2005 | Büszkeség és balítélet          | Pride & Prejudice                      | Kitty Bennett             | Szénási Kata       |
| 2007 |                                 | And When Did You Last See Your Father? | Rachel                    |                    |
| 2009 | Míg a halál el nem választ      | The Greatest                           | Rose                      | Bogdányi Titanilla |
| 2009 | Testvérek                       | Brothers                               | Cassie Willis             | Pap Katalin        |
| 2009 | Közellenségek                   | Public Enemies                         | Carol Slayman             |                    |
| 2009 | Egy lányról                     | An Education                           | Jenny Mellor              | Bogdányi Titanilla |
| 2010 | Ne engedj el!                   | Never Let Me Go                        | Kathy H                   | Andrusko Marcella  |
| 2010 | Tőzsdecápák – A pénz nem alszik | Wall Street: Money Never Sleeps        | Winnie Gekko              | Bogdányi Titanilla |
| 2011 | Drive – Gázt!                   | Drive                                  | Irene                     | Földes Eszter      |
| 2011 | Drive – Gázt!                   | Drive                                  | Irene                     | Solecki Janka      |
| 2011 | A szégyentelen                  | Shame                                  | Sissy Sullivan            | Solecki Janka      |
| 2013 | A nagy Gatsby                   | The Great Gatsby                       | Daisy Buchanan            | Földes Eszter      |
| 2013 | Llewyn Davis világa             | Inside Llewyn Davis                    | Jean Berkey               | Sipos Eszter Anna  |
| 2015 | Távol a világ zajától           | Far from the Madding Crowd             | Bathsheba Everdene        | Ruttkay Laura      |
| 2015 | A szüfrazsett                   | Suffragette                            | Maud Watts                | Solecki Janka      |
| 2017 | Mudbound                        | Mudbound                               | Laura McAllan             |                    |
| 2018 | Vadon                           | Wildlife                               | Jeanette Brinson          | Balsai Móni        |
| 2020 | Ígéretes fiatal nő              | Promising Young Woman                  | Cassandra "Cassie" Thomas | Bogdányi Titanilla |
| 2020 |                                 | A Christmas Carol                      | Belle (hangja)            |                    |
| 2021 | Ásatás                          | The Dig                                | Edith Pretty              |                    |
| 2022 | Azt mondta                      | She Said                               | Megan Twohey              | Földes Eszter      |
| 2023 | Saltburn                        | Saltburn                               | Poor Dear Pamela          | Földes Eszter      |
| 2023 | Maestro                         | Maestro                                | Felicia Montealegre       | Solecki Janka      |
| 2024 | Az űrhajós                      | Spaceman                               | Lenka Procházka           | Solecki Janka      |

### Televízió
| Év   | Magyar cím                  | Eredeti cím                                     | Szerep                  | Megjegyzések                                    |
| ---- | --------------------------- | ----------------------------------------------- | ----------------------- | ----------------------------------------------- |
| 2005 | Pusztaház örökösei          | Bleak House                                     | Ada Clare               | 15 epizód                                       |
| 2006 | A csodálatos Mrs. Pritchard | The Amazing Mrs Pritchard                       | Emily Pritchard         | 6 epizód                                        |
| 2006 | Agatha Christie: Marple     | Agatha Christie's Marple: The Sittaford Mystery | Violet Willett          | 1 epizód (A Sittaford-rejtély)                  |
| 2006 |                             | Trial & Retribution X: Sins of the Father       | Emily Harrogate         | 2 epizód                                        |
| 2007 | Kísért a múlt               | Waking the Dead                                 | Bridgid nővér           | 2 epizód                                        |
| 2007 | A klastrom titka            | Northanger Abbey                                | Isabella Thorpe         | - tévéfilm - magyar hangja: - Zakariás Éva      |
| 2007 | Édes fiam, Jack             | My Boy Jack                                     | Elsie Kipling           | - tévéfilm - magyar hangja: - Nemes Takách Kata |
| 2007 | Ki vagy, doki?              | Doctor Who                                      | Sally Sparrow           | 1 epizód                                        |
| 2014 |                             | The Spoils of Babylon                           | Lady Anne York (hangja) | 2 epizód                                        |
| 2015 |                             | The Walker                                      | Sunny                   | 8 epizód                                        |
| 2018 | Összefüggő történetek       | Collateral                                      | Kip Glaspie nyomozó     | minisorozat (4 epizód)                          |
| 2019 |                             | My Grandparents' War                            | önmaga                  | 1 epizód                                        |
| 2021 | Saturday Night Live         | Saturday Night Live                             | önmaga (házigazda)      | 1 epizód                                        |

## Fontosabb díjak és jelölések
Egy lányról
- BAFTA-díj (2010) - Legjobb női alakítás
- Torontói Nemzetközi Filmfesztivál (2009) - Legjobb női alakítás
- Golden Globe-díj (2010) - Legjobb színésznő - drámai kategória jelölés
- Oscar-díj (2010) - Legjobb női alakítás jelölés

Ígéretes fiatal nő
- Golden Globe-díj (2020) - Legjobb színésznő - drámai kategória jelölés
- Oscar-díj (2020) - Legjobb női alakítás jelölés

Azt mondta
- Golden Globe-díj (2023) - Legjobb női mellékszereplő jelölés
- BAFTA-díj (2023) - Legjobb női mellékszereplő jelölés

Maestro
- Golden Globe-díj (2024) - Legjobb színésznő - drámai kategória jelölés
- BAFTA-díj (2024) - Legjobb női főszereplő jelölés
- Oscar-díj (2024) - Legjobb női főszereplő jelölés

## Fordítás
- Ez a szócikk részben vagy egészben  a   Carey Mulligan című angol Wikipédia-szócikk fordításán alapul.  Az eredeti cikk szerkesztőit annak laptörténete sorolja fel. Ez a jelzés csupán a megfogalmazás eredetét és a szerzői jogokat jelzi, nem szolgál a cikkben szereplő információk forrásmegjelöléseként.